# The Great American Bash (2007)
The Great American Bash 2007 est la quatrième édition de The Great American Bash, une compétition de catch professionnel, aujourd'hui rebaptisée The Bash, télédiffusée et visible uniquement en paiement à la séance. Produit par la World Wrestling Entertainment, l'événement s'est déroulé le 22 juillet 2007 dans la salle omnisports HP Pavilion de la ville de San José, dans l'État de Californie, aux États-Unis.
Le combat le plus important de la division RAW, pour le titre de WWE Champion, a opposé John Cena à Bobby Lashley, à l'issue duquel Cena remporte le match par tombé après avoir effectué l'une de ses prises de finition, le « Attitude Adjustement » ou « redresseur de torts » du haut de la 3e corde. Le combat principal de la division SmackDown, pour le titre de WWE World Heavyweight Champions, était un match « triple menace », soit un combat à trois, au cours duquel se sont affrontés The Great Khali, Batista et Kane. Khali remporte le combat et le titre après avoir battu Kane. Le principal combat de la division ECW, dans le cadre du ECW Championship, a opposé John Morrison à CM Punk. Morrison a battu Punk par tombé. Les matchs de moindre importance ont vu s'affronter Montel Vontavious Porter et Matt Hardy pour le titre de WWE United States Champion, et Randy Orton et Dusty Rhodes dans un « strap match », combat dans lequel les lutteurs sont liés par une corde par la main.
La compétition a dépassé des records d'audience pour ce type de rencontre, puisqu'elle a été achetée 229 000 fois, contre 227 000 fois lors de l’édition de The Great American Bash de l’année précédente.

## Tableau des résultats
| #                                                                | Match                                                                                     | Stipulation                                                | Durée |
| ---------------------------------------------------------------- | ----------------------------------------------------------------------------------------- | ---------------------------------------------------------- | ----- |
| Dark                                                             | Chuck Palumbo bat Chris Masters                                                           | Match Simple                                               | 5:02  |
| 1                                                                | MVP (c) bat Matt Hardy                                                                    | Match Simple pour le WWE United States Championship        | 12:54 |
| 2                                                                | Hornswoggle bat Chavo Guerrero (c), Jimmy Wang Yang, Shannon Moore, Funaki et Jamie Noble | 6-man Match pour le WWE Cruiserweight Championship         | 6:57  |
| 3                                                                | Carlito bat The Sandman                                                                   | Singapore Cane on a Pole Match                             | 5:30  |
| 4                                                                | Candice Michelle (c) bat Melina                                                           | Match Simple pour le WWE Women's Championship              | 6:21  |
| 5                                                                | Umaga (c) bat Jeff Hardy                                                                  | Match Simple pour le WWE Intercontinental Championship     | 11:19 |
| 6                                                                | John Morrison (c) bat CM Punk                                                             | Match Simple pour le ECW Championship                      | 7:50  |
| 7                                                                | Randy Orton bat Dusty Rhodes                                                              | Texas Bullrope Match                                       | 5:38  |
| 8                                                                | The Great Khali (c) bat Batista et Kane                                                   | Triple Threat Match pour le World Heavyweight Championship | 10:02 |
| 9                                                                | John Cena (c) bat Bobby Lashley                                                           | Match Simple pour le WWE Championship                      | 15:11 |
| (c) désigne le(s) champion(s) défendant son titre dans le match. |                                                                                           |                                                            |       |

## Résultats détaillés
- Dark match : Chuck Palumbo def. Chris Masters
- Montel Vontavious Porter def. Matt Hardy pour conserver le titre du WWE United States Championship (12:54)
  - MVP a effectué le tombé sur Hardy après un Playmaker.
- Hornswoggle def. Chavo Guerrero (c), Jimmy Wang Yang, Shannon Moore, Funaki et Jamie Noble pour remporter le WWE Cruiserweight Championship (6:57)
  - Hornswoggle a effectué le tombé sur Noble après un Tadpole Splash.
  - Hornswoggle était momentanément sur le ring quand la cloche sonnait, faisant de lui officiellement un participant au match (qui était ouvert à tous les poids-légers), bien qu'il se cachait sous le ring pour la plus grande partie du match.
- Carlito def. The Sandman dans un match « Singapore Cane on a Pole » (5:30)
  - Carlito a effectué le tombé sur Sandman après un Backstabber.
- Candice Michelle def. Melina pour conserver le titre du WWE Women's Championship (6:21) 
  - Candice a effectué le tombé sur Melina après un Candywrapper.
- Umaga def. Jeff Hardy pour conserver le titre du WWE Intercontinental Championship (11:19)
  - Umaga a effectué le tombé sur Hardy après un Samoan Spike.
- John Morrison def. CM Punk pour conserver le titre du ECW Championship (7:50)
  - Morrison a effectué le tombé sur Punk après l'avoir reçu sur ses deux genoux sur un slingshot.
- Randy Orton def. Dusty Rhodes dans un match « Texas Bullrope » (5:38)
  - Orton a effectué le tombé sur Rhodes après lui avoir donné un coup de cloche sur la tête.
- The Great Khali def. Kane et Batista dans un match triple menace pour conserver le titre du WWE World Heavyweight Championship (10:02)
  - Khali a effectué le tombé sur Kane après un Batista Bomb de Batista et un Giant Chokeslam.
- John Cena def. Bobby Lashley pour conserver le titre du WWE Championship (15:11)
  - Cena a effectué le tombé sur Lashley après un FU de la troisième corde.
  - Cena et Lashley se sont serré la main après le match.